# Bojan Krivec
Bojan Krivec, né le 14 mai 1987, à Novo mesto, en République socialiste de Slovénie, est un joueur slovène de basket-ball. Il évolue au poste de meneur.